# ポール＝ルイ・クーシュー
ポール＝ルイ・クーシュー (Paul-Louis Couchoud; フランス語: [kuʃu]; 1879年7月6日 - 1959年4月8日）はフランスの哲学者であり、パリの権威ある高等師範学校を卒業した医師であり、文学者、そして詩人である。彼は日本の俳句をフランス語に翻訳した人物、評論誌の編集者、翻訳家、そしてイエス・キリストの非歴史性についてのドイツ理論を広めた人物としてよく知られている。ポール＝ルイ・クーシュとも呼ばれる。

## 青年期
1879年7月6日、イゼール県ヴィエンヌ市で鉱山技師の父のもとに生まれた。パリで学び1897年ソルボンヌで哲学の文学学士号を取得した。
1898年、クーシューは高等師範学校に入学したが、それは毎年フランス国中から選抜された文系・理系のエリート学生に対する大学レベルの教育機関である。彼は1901年に哲学のアグレガシオン（教員資格）を取得して卒業した。フランスの学位はアメリカとは異なるが、年に一度の全国コンクールで数十人のトップレベルの学生達に与えられる。

## 日本訪問と日本の俳句への興味
クーシューは銀行家アルベール・カーンの奨学金を獲得した。この奨学金でクーシューは1903年9月から1904年5月まで日本を訪れ、この国に情熱を傾けるようになった。1905年にフランスの運河を船で旅行した際、二人の友人、彫刻家のアルベール・ポンサンと画家アンドレ・フォールと共にクーシューはフランス語で俳句を詠んだ。彼らはその俳句72句を『水の流れるままに』という自由三行詩集にまとめ、匿名で限定30部の私家版で刊行したところ好評を得た。この句集は俳句のフランス語への最も成功した翻訳のひとつとされている。クーシューはさらに日本の俳人、特に与謝蕪村を研究し、「ハイカイ（日本の詩的エピグラム） Les Épigrammes lyriques du Japon」として1906年に月刊文芸誌『文学』に連載した。
クーシューは後に日本と中国を2度訪れ、その見聞は1916年に『アジアの賢人と詩人』という著作となった。この本の第2章には先の「ハイカイ（日本の詩的エピグラム）」も転載されている。1955年にマルグリット・ユルスナールは次のように書いている。「私はP.L.クーシューに会ったことはありませんが、彼の『アジアの賢人と詩人』という本のハードカバーを持っており、その本によって私は初めてアジアの詩と思想に出会うことができました。それは私が15歳の時で、今でも彼が翻訳した俳句をいくつか諳んじています。この素晴らしい本は私にとって半分開かれたドアーなのです。それは決して閉じることはありません。あなたと共にクーシューを訪ね、彼が私に感じさせ共鳴させたすべてについて、病める詩人にお礼を言いたいと、何度望んだことでしょう。
1920年には『新フランス評論 (N.R.F) 』誌に「ハイカイ」アンソロジーが掲載され、クーシューを含む12人のハイカイが紹介された。ドイツの作家ライナー・マリア・リルケはこのアンソロジーとクーシューの『アジアの賢人と詩人』により、俳句に親しんだ。クーシューは1936年5月には渡仏した高浜虚子とパリで会い、交流した。

## 作家アナトール・フランスとの交友
1907年、クーシューはフランスの著名な作家アナトール・フランス（1844-1924）と知り合い、親しい交友は1924年にA.フランスが没するまで続いた。作家A.フランスは祖国の理想的な文化人として知られていた。彼はカトリック教会の熱心な批判家で、聖職者の政治派閥を公然と批判していた。またドレフュス事件で有名なユダヤ人アルフレッド・ドレフュスを支援していた。1921年にA.フランスはノーベル文学賞を授与されたが、1922年に彼の全著作はヴァチカンの禁書目録に載せられた。
クーシューはレオンティン・リップマンの主宰するサロンに参加していたが、彼女はA.フランスの愛人で、後に結婚によりアルマン・カイヤヴェ夫人として知られていた。
クーシューはA.フランスの主治医となり、カイヤヴェ夫人が1910年に亡くなると、ヴィラサイード通りのA.フランスの家をしばしば訪れ、医師として、また友人として失意の彼を慰めた。クーシューはまた、A.フランスが悲しみを克服するためのイタリア旅行を勧めた。A.フランスがエマ・ラプレボットと1920年10月に再婚した時には、クーシューが立会人を務めた。A.フランスはクーシューの『アジアの賢人と詩人』の序文を執筆し、第4版に付され1923年に刊行された。A.フランスが亡くなった後にクーシューは彼について、「20年以上にわたって彼はいつも話をよく聞き、助言してくれる優しい父親のようだった」と語っている。

## 医学博士になる
1900年代半ばに、クーシューは医学を学ぶことを決心した。同時期にドイツではアルベルト・シュヴァイツァーが、神学を学んだ後に同じ選択をしていた。シャラントン精神病院でのインターンの後、クーシューはパリ市の精神病院インターンとなった。1909年5月から翌年4月まで、彼はメゾン・ブランシュ精神病院でマーク・トレネルの助手として働いた。トレネルは1909年12月のファイルに、助手について「高い知性、百科全書的知識、非常に洗練された思考の持ち主。彼の将来性は並外れたものになるだろう」と非常に高い評価を書きこんでいる。この評価はアルベール・パラも認めていて、パラはクーシューについて「驚くべき教養の持ち主で、古代の言語を全て読みこなす人物。私がそれを理解していないと告白した時、彼はがっかりしていたが、私は少なくともラテン語やギリシャ語を話せると彼に信じさせた……」と述べている。
クーシューは1911年パリで原発性無力症についての博士論文を提出し、高い評価を受け受理され、同年刊行された。彼はサン＝クルーの理学療法所「レ・タマリス」の所長となり、そこでA.フランスを世話した。療法所は彫刻家アントワーヌ・ブールデルの義理の妹アンティップ・セバストスの所有で、クーシューは彼女と1918年5月に結婚した。1922年にクーシューはパリの有名なコーチン病院の医師となった。

## 晩年
1951年にクーシューはギリシア人であった妻を亡くした。翌1952年にギリシア語の墓碑銘の翻訳エピグラム選集『ギリシアの墓碑について』を、妻への献辞を付して刊行した。また以前から交流のあった俳人ジュリアン・ヴォカンスとの俳句交流も再開した。1953年11月にクーシューは俳句について講演し、続いて自身が仏訳した和歌にパリ音楽院院長クロード・デルヴァンクールが作曲した歌曲『露の世』の演奏会も行われた。
1959年4月8日、クーシューは故郷ヴィエンヌで風邪をこじらせ肺炎で没した。79歳であった。

## 著作

### 主要著作
- L'énigme de Jésus (Mercure de France, 1923); transl. Winifred Stephens Whale, The Enigma of Jesus, (Watts, 1924)
- Le mystère de Jésus ("The Mystery of Jesus")  (F. Rieder, 1924). No English translation
- La Sagesse Juive: Extraits des livres sapientiaux ("Jewish Wisdom: Excerpts from the Wisdom books") (Payot, 1930)
- Apocalypse (Rieder, 1930); transl. Charles B. Bonner, The Book of Revelation : A Key to Christian Origins, (Watts, 1932)
- Premiers écrits du christianisme ("Early Christian Writings") by G.A. van den Bergh van Eysinga, Robert Stahl, and P.L. Couchoud (F. Rieder, 1930)
- Le problème de Jésus et les origines du christianisme ("The Problem of Jesus and the Origins of Christianity"), by Prosper Alfaric, P.L. Couchoud, Albert Bayet, (1932)
- Jésus : Le Dieu fait homme ("God made man"), (Rieder, 1937); transl. Charles B. Bonner, The Creation of Christ: An Outline of the Beginnings of Christianity (2 vol., Watts, 1939) vol. 1 and vol. 2.

### その他の著作
- ブノワ・ド・スピノザ Benoit de Spinoza  (Thesis, Alcan, 1902; 2nd ed. 1924)
- 水の流れるままに Au fil de l'eau (Along the Waterways) ; followed by Haïkaïs: the first French haïku, 1905-1922 (re-ed., Éric Dussert; 2011)[注釈 3]
- アジアの賢人と詩人 Sages and Poets of Asia (Calmann-Levy, 1916, 4th ed. 1923)
  - 『明治日本の詩と戦争 : アジアの賢人と詩人』ポール=ルイ・クーシュー [著]；金子美都子, 柴田依子 訳、みすず書房、1999.11 ISBN 4-622-04677-6
- 日本の印象 Japanese Impressions, with a note on Confucius (transl. Frances Rumsey, John Lane, 1921)
- La Vérité sur Jésus: Jésus est-il un Personnage Historique ou un Personnage Légendaire? ("The Truth About Jesus: Is Jesus a Historical Figure of a Legendary Figure?"), a public debate (Conflans-Honorine, 1926)[19]
- L'Evangile de Marc A-t-il Eté Ecrit en Latin?  ("Was the Gospel of Mark Written in Latin?" 1926). German trans. Frans-Joris Fabri, Das Markusevangelium Ist in Lateinischer Sprache Verfasst Worden (2007); Klaus Schilling's English summary
- Jubilé Alfred Loisy (Paris 1927), by P.L. Couchoud & Alfred Firmin Loisy. Congrès d'histoire du christianisme. (Published under direction of P.-L. Couchoud, Rieder, 1928)
- La Première Edition de St Paul ("The First Edition of St. Paul"), (1928). German trans. Frans-Joris Fabri, Die Erstausgabe der Paulusbriefe (2001). English trans. Frans-Joris Fabri and Michael Conley The First Edition of the Paulina (2002).
- "Jésus Barabbas" (by P.L. Couchoud & R. Stahl), in Premiers écrits du Christianisme (1930), pp. 139–161. German transl. Frans-Joris Fabri,  "Jesus Barabbas" (2007)
- "Le Problème de Jésus", Europe, No. 138, June 15, 1934, p. 268-273.
- "Jésus, Dieu ou homme?" ("Jesus: God or Man?"), (NRF, No. 312, Sept. 1, 1939, 26 p.)
- Histoire de Jésus ("History of Jesus") (PUF, 1944)
- Spinoza. Pensées et règles de vie, (J. Haumont, 1944).
- "Hymne à Déméter", transl. (1946)
- Le Dieu Jésus : essai ("The God Jesus: An Essay") (Gallimard, 1951) (excerpts online)
- Une réponse inédite à Loisy sur l'historicité de Jésus ("Response to Loisy on Jesus Historicity") (1970)